# 서동현 (축구 선수)
서동현(徐東鉉, 1985년 6월 5일 ~ )은 대한민국의 전직 축구 선수이자 현 축구 지도자로 현재 K3리그의 경주 한국수력원자력의 코치로 활동 중이며 현역 시절 수원 삼성 블루윙즈, 강원 FC, 제주 유나이티드, 아산 무궁화, 대전 하나 시티즌, 수원 FC, 경주 한수원 등에서 공격수로 활약했다.

## 경력

### 클럽 경력
2006년 K-리그의 수원 삼성 블루윙즈에 입단하여, 그 해 리그에서 14경기를 뛰었지만, 2007년 리그에서 8경기를 뛰는데 그쳤다. 하지만 2008년 리그에서 23경기를 뛰었고, 2008년 K-리그 우승에 공헌하였다. 2009 K-리그에선 리그 14경기에 출장하였으나 단 한 골도 넣지 못하며 부진한 모습을 보여주었다. 2010 시즌에는 2라운드 부산 아이파크를 상대로 두 골을 넣어 승리에 공헌했으나 이후 무득점으로 일관하였다.
2010년 여름 이적 시장에서 강원 FC의 박종진과 트레이드되었고, 8월 14일, 대전 시티즌과의 경기에서 첫 골을 기록해 2 대 1 승리에 기여했다.
2011년 11월 21일, 김은중과 트레이드되어 제주 유나이티드로 이적하였다. 2012년 7월 21일, 전남전에서 개인 통산 1호 해트트릭을 기록하였다.
2015년 9월 25일, 안산 경찰청에서의 군 복무를 마치고 원 소속팀 제주로 복귀하였다.
2016 시즌을 앞두고 대전 시티즌으로 임대이적하였다.
2017 시즌을 앞두고 수원 FC로 완전 이적하였고, 팀의 주장으로 선임되었다.
2019 시즌 여름 이적시장에서 내셔널리그의 경주 한국수력원자력에 입단했다. 경주에서 반 시즌 동안 13경기에서 15골을 터뜨리는 놀라운 활약을 펼쳤으며 2019시즌 내셔널리그 득점왕의 영예를 거머쥐었다. 또한 9경기 연속 득점을 기록하며 내셔널리그 최다 연속 득점 기록을 세웠다.

### 국가대표 경력
2008년 하계 올림픽 예선에서 뛰었지만, 최종 명단에서 제외되었다. 2008년 9월 5일 요르단과의 친선경기에서 A매치에 데뷔하였다.
2013년 EAFF 동아시안컵 대표팀에 선발된 중국과의 경기에 출전하였다.

## 기록

### 클럽
2012년 10월 22일 기준
| 시즌     | 클럽            | 소속리그 | 리그 | 리그 | 국내 컵 | 국내 컵 | 리그 컵 | 리그 컵 | 대륙 대회 | 대륙 대회 | 통산 | 통산 |
| 시즌     | 클럽            | 소속리그 | 출장 | 득점 | 출장    | 득점    | 출장    | 득점    | 출장      | 득점      | 출장 | 득점 |
| 대한민국 | 대한민국        | 대한민국 | 리그 | 리그 | FA컵    | FA컵    | K리그컵 | K리그컵 | AFC       | AFC       | 통산 | 통산 |
| -------- | --------------- | -------- | ---- | ---- | ------- | ------- | ------- | ------- | --------- | --------- | ---- | ---- |
| 2006     | 수원 삼성       | K리그    | 14   | 2    | 2       | 1       | 12      | 0       | -         | -         | 28   | 3    |
| 2007     | 수원 삼성       | K리그    | 8    | 2    | 1       | 1       | 4       | 2       | -         | -         | 13   | 5    |
| 2008     | 수원 삼성       | K리그    | 23   | 9    | 2       | 0       | 12      | 4       | -         | -         | 37   | 13   |
| 2009     | 수원 삼성       | K리그    | 14   | 0    | 4       | 0       | 1       | 0       | 6         | 1         | 25   | 1    |
| 2010     | 수원 삼성       | K리그    | 9    | 2    | 1       | 0       | 3       | 0       | 4         | 0         | 17   | 2    |
| 2010     | 강원 FC         | K리그    | 13   | 5    | 0       | 0       | 0       | 0       | -         | -         | 13   | 5    |
| 2011     | 강원 FC         | K리그    | 25   | 2    | 2       | 0       | 3       | 2       | -         | -         | 30   | 4    |
| 2012     | 제주 유나이티드 | K리그    | 35   | 11   | 2       | 1       | -       | -       | -         | -         | 37   | 12   |
| 통산     | 대한민국        | 대한민국 | 141  | 33   | 14      | 3       | 35      | 8       | 10        | 1         | 199  | 45   |
| 종합     | 종합            | 종합     | 141  | 33   | 14      | 3       | 35      | 8       | 10        | 1         | 199  | 45   |

## 수상

### 개인
- 2004년 춘계 대학 연맹전 득점왕 수상
- 2005년 춘계 대학 연맹전 득점왕 수상
- 2019년 내셔널리그 득점왕 / 공격수상 수상

### 클럽

#### 수원 삼성 블루윙즈
- K-리그 우승 1회 (2008년)
- K-리그 준우승 1회 (2006년)
- FA컵 우승 1회 (2009년)
- FA컵 준우승 1회 (2006년)
- 하우젠 컵 우승 1회 (2008년)
- 팬퍼시픽 챔피언십 우승 1회 (2009년)

## 등번호

### K리그
- 27 (2006년 ~ 2010년,  수원 삼성 블루윙즈)
- 11 (2010년 ~ 2011년,  강원 FC)
- 20 (2012년,  제주 유나이티드)
- 9 (2013년,  제주 유나이티드)
- 10 (2014년,  안산 무궁화 축구단)
- 20 (2015년,  안산 무궁화 축구단)
- 9 (2016년,  대전 시티즌)
- 85 (2016년,  수원 FC)
- 20 (2017년 ~ 2018년,  수원 FC)
- (2018년,  치앙마이 FC)
- (2019년,  까셋삿)
- (2019년 ~ ,  경주 한국수력원자력)